# 比绍夫斯格林
比绍夫斯格林是德国巴伐利亚州的一个市镇。总面积8.39平方公里，总人口1947人，其中男性992人，女性955人（2011年12月31日），人口密度232人/平方公里。